# Cervellati Glacier
Cervellati Glacier är en glaciär i Antarktis. Den ligger i Västantarktis. Chile gör anspråk på området. Cervellati Glacier ligger 2 139 meter över havet.
Terrängen runt Cervellati Glacier är bergig åt nordväst, men åt sydost är den kuperad. Trakten är obefolkad. Det finns inga samhällen i närheten. 